# Arno Mulot
Arno Mulot (* 10. August 1904 in Wallhausen bei Crailsheim; † 1980) war ein deutscher Germanist, Literaturhistoriker sowie Hochschullehrer im Nationalsozialismus und in der Bundesrepublik.

## Leben
Nach einem Studium der Literaturwissenschaften promovierte er 1930 mit der Dissertation: Kritische Studien Zu den Aufzeichnungen des Prinzen Kraft zu Hohenlohe-Ingelfingen an der Universität Tübingen. 1923 wurde er Mitglied der Studentenverbindung Tübinger Königsgesellschaft Roigel. Von 1939 bis zur Schließung 1941 lehrte er als Professor für deutsche Literaturgeschichte an der Hochschule für Lehrerbildung Darmstadt. Arno Mulot gehörte wie Adolf Bartels, Heinz Kindermann, Franz Koch, Hellmuth Langenbucher, Walther Linden, Josef Nadler und Hans Naumann zu den führenden Literaturwissenschaftlern des „Dritten Reiches“, die immer wieder zu einer „neuen ‚nationalsozialistischen Dichtung‘“ aufriefen. Sein wichtigstes Werk im Bereich der „völkischen“ Literaturgeschichte war Die deutsche Dichtung unserer Zeit, die von 1937 bis 1942 in 6 Bänden bei Metzler erschien.
Nach dem Krieg ging er in den Schuldienst in Reutlingen und Tübingen als Schulleiter. Weiter veröffentlichte er Schulbücher für den Deutschunterricht. Insbesondere seine mit Willy Grabert verfasste Geschichte der deutschen Literatur erlebte zahlreiche Auflagen. Bei der Erstausgabe 1953 erschien nur der Name von Grabert als Verfasser. Bei den zahlreichen folgenden Auflagen bis zur 24. Auflage 1992 wurde Mulot dann als Autor genannt.
Mulot war mit Wiltraut Bernharde geb. Jacobi verheiratet. Ihre gemeinsame Tochter Sibylle wurde 1950 geboren.

## Bibliographie
- Kritische Studien Zu den Aufzeichnungen des Prinzen Kraft zu Hohenlohe-Ingelfingen. Dissertation Tübingen 1930.
- Frühdeutsches Christentum: die Christianisierung Deutschlands im Spiegel der ältesten deutschen Dichtung. Metzler, Stuttgart 1935.
- Die deutsche Dichtung unserer Zeit. 3 Teile in 6 Bänden. Metzler, Stuttgart 1937–1942.
  - Teil I,1: Das Bauerntum in der deutschen Dichtung unserer Zeit. 1937.
  - Teil I,2: Der Soldat in der deutschen Dichtung unserer Zeit. 1938.
  - Teil I,3: Der Arbeiter in der deutschen Dichtung unserer Zeit. 1938.
  - Teil II,1: Das Reich in der deutschen Dichtung unserer Zeit. 1940.
  - Teil II,2: Das Volk in der deutschen Dichtung unserer Zeit. 1941.
  - Teil III: Welt- und Gottschau in der deutschen Dichtung unserer Zeit. 1942.
- mit Hermann Binder: Deutsche Novellen des 19. Jahrhunderts. 2 Teile. Klett, Stuttgart 1951/1953.
- mit Willy Grabert: Geschichte der deutschen Literatur. Bayerischer Schulbuch-Verlag, München 1953. 24. Aufl. bearbeitet von Helmuth Nürnberger, 1992, ISBN 3-7627-2415-6.
- als Herausgeber: Im Urteil der Dichter : Die deutsche Literatur von Lessing bis Hauptmann. Bayerischer Schulbuch-Verlag, München 1957.